# Laguna Verde (Ubalá)
La Laguna Verde es un lago colombiano situado en el municipio de Ubalá, en la zona A (occidental), en el departamento de Cundinamarca, perteneciente a la vereda de San Isidro.

## Localización y acceso
Localizada al interior montañoso en la zona A de Ubalá, se llega a la vía que conecta aquella con el vecino municipio de Gachetá (y por ende hacia Bogotá) a partir del casco urbano hasta kilómetro 4,1 al occidente y luego tomar la carreteable de la reserva natural de 1,6 km hacia el norte. 

## Mitología y leyendas
Según quienes cuentan estos relatos, hay bastantes leyendas y mitos en cuyo fondo yacen los ritos secretos del pueblo chío que hacía parte de la Confederación Muisca. En sus aguas los aborígenes celebraban ceremonias y ofrendaban a la diosa de la laguna del cual le atribuian ricos tesoros procedentes, unos, de los rituales que los aborígenes hacían a ella, y otros a la enorme cantidad de oro y esmeraldas que en su seno arrojaron los chíos para librarla de los españoles, razón por la cual atribuyen las desapariciones de personas que se intentan acercar al cuerpo hídrico para sacar algún provecho.
Cuando algún profano se acerca a sus orillas, las olas de la laguna, como mecidas al principio por un blando céfiro y al compás de extraños pero armoniosos ruidos, atrae a su indeseado visitante hasta donde más le es posible, para luego, después de tornarse enfurecida y violenta, atraparlo en sus mismas ondas y devorarlo en su profundidad ignota. Otras veces los visitantes son invitados por la presencia de una gallina de oro y de tamaño más que el natural, a cuyos cloqueos sus polluelos corren tras ella para perderse en sugestiva visión entre los juncos y los lotos y las hierbas ribereñas. 
Hay ocasiones en que los rizos de la laguna son surcados por barcas solitarias movidas por fuerzas misteriosas o por el mohán, que transformado en acuático dragón, lanza sórdidos rugidos, a cuyo eco las nubes del cielo raudas se acumulan para caer tempestuosas sobre la laguna y sus contornos, hasta anegarlo todo e impedir que el curioso regrese sin su castigo merecido.